# Racionais MC's
I Racionais MC's sono un gruppo musicale hip hop brasiliano attivo dal 1988 e originario di San Paolo.

## Formazione
- Mano Brown (Pedro Paulo Soares Pereira)
- Ice Blue (Paulo Eduardo Salvador)
- Edi Rock (Edivaldo Pereira Alves)
- DJ KL Jay (Kleber Geraldo Lelis Simões)

## Discografia

### Album in studio
- 1993 – Raio-X do Brasil
- 1997 – Sobrevivendo no inferno
- 2002 – Nada como um dia após o outro dia
- 2014 – Cores & valores

### Album dal vivo
- 2001 – Ao vivo
- 2006 – 1000 trutas, 1000 tretas

### EP
- 1990 – Holocausto urbano
- 1992 – Escolha seu caminho

### Raccolte
- 1994 – Racionais MC's